# Bibliotecario

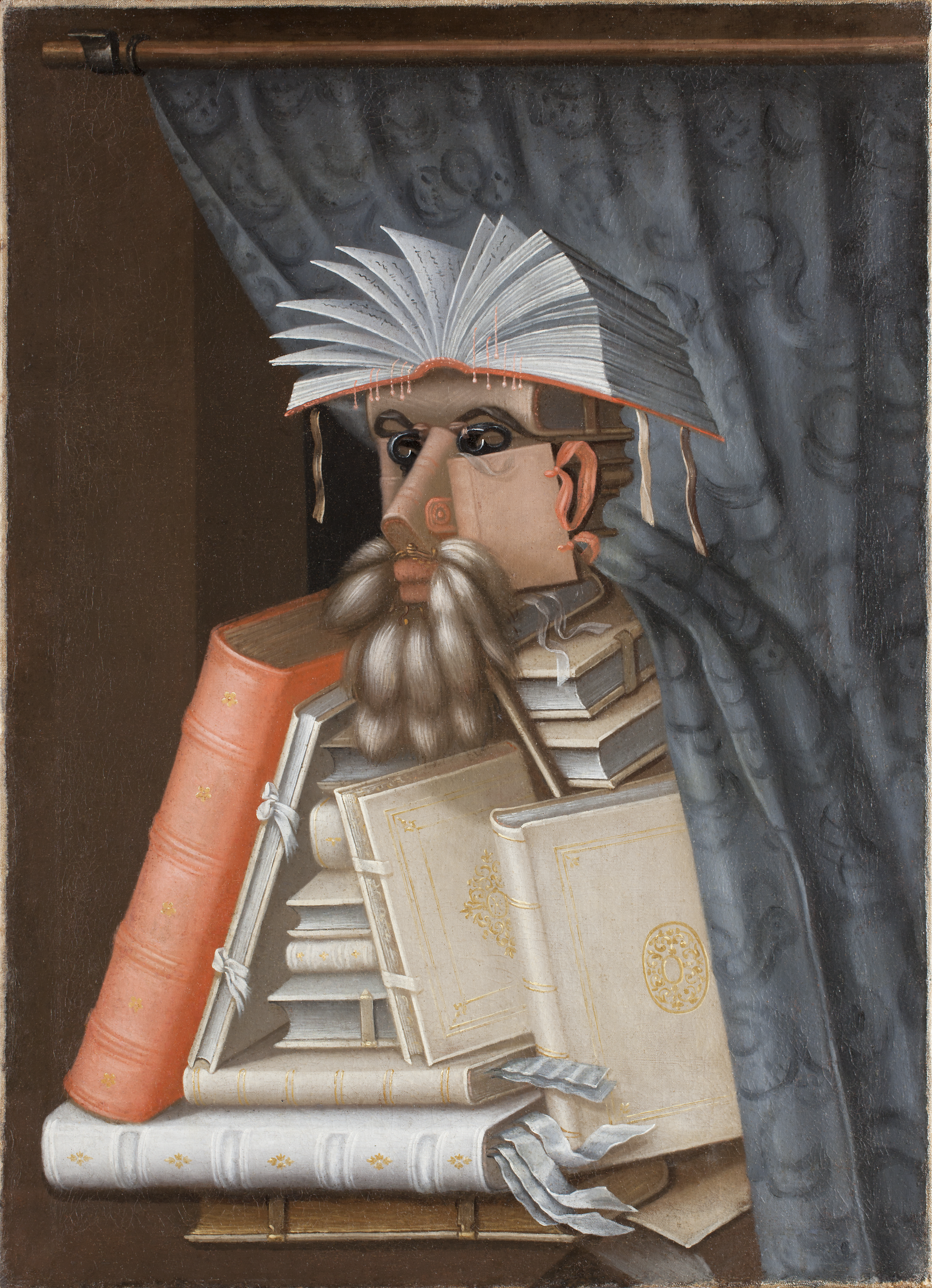
El bibliotecario, cuadro de Arcimboldo (c. 1557)

El bibliotecario o la bibliotecaria es la persona profesional de las bibliotecas, que en el ámbito de la biblioteca o centro de documentación desarrolla procedimientos para organizar la información, así como ofrecer servicios para ayudar e instruir a otras personas en las maneras más eficientes para identificar y acceder a la información que necesiten, en sus diferentes formatos (artículo, libro, revista, disco compacto, videograbación, archivo digital, etcétera).
Su tarea se ha ido transformando con el tiempo; han pasado de ser meros custodios de las colecciones de libros a ser intermediarios entre los usuarios que requieren satisfacer alguna necesidad de información y las colecciones de información que les son confiadas.
Las tareas de los bibliotecarios son múltiples: adquisición de nuevos materiales, catalogación y clasificación de los mismos, desarrollo de las colecciones, descarte de materiales obsoletos, establecimiento de políticas o normas de funcionamiento de los centros de información o bibliotecas donde trabajan, conducción de entrevistas de referencia, contratación de servicios y suscripción a revistas impresas o electrónicas, investigación.
Los bibliotecarios trabajan en distintos ámbitos: bibliotecas públicas comunitarias, bibliotecas de instituciones educativas (públicas o privadas como universidades o colegios), bibliotecas especiales (para ciegos, sordos, etc.), bibliotecas especializadas, por ejemplo en un Instituto de investigación o la biblioteca interna de una empresa, bibliotecas parlamentarias o aquellas que dan soporte a la actividad de un Parlamento y las bibliotecas nacionales, encargadas de reunir y conservar toda la producción bibliográfica de un país y sobre él.

## Historia

### Argentina

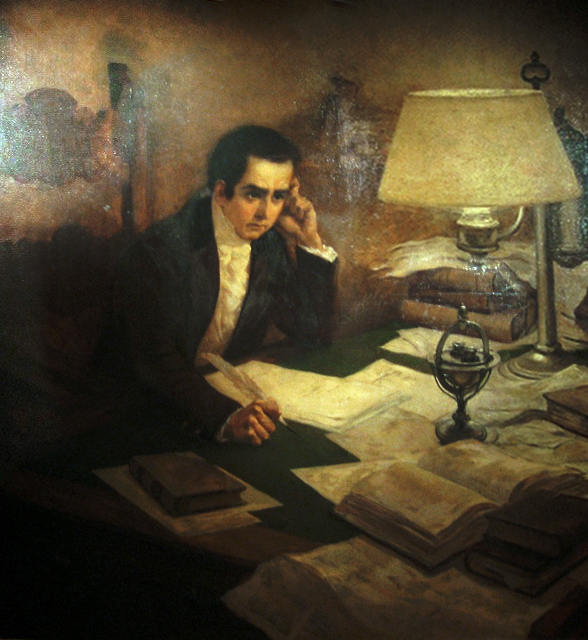
Mariano Moreno

En Argentina, una resolución de la Primera Junta de Gobierno de 1810, alertando sobre la excesiva concentración de jóvenes en las tareas de armas descuidando su educación, creaba la Biblioteca Pública de Buenos Aires el 13 de septiembre de 1810. Esta iniciativa estaba relacionada con otras impulsadas por Mariano Moreno, como la creación de un órgano de publicidad de la Junta (Gazeta de Buenos Ayres) y la traducción y edición de El Contrato Social, de Jean-Jacques Rousseau.
En la edición de la Gazeta del jueves 13 de septiembre, hay un artículo titulado "Educación", firmado con el seudónimo Veritas, donde se lee, entre otras cosas, lo siguiente: “... ha resuelto la Junta formar una Biblioteca Pública, en que se facilite a los amantes de las letras un recurso seguro para aumentar sus conocimientos. Las utilidades consiguientes a una Biblioteca Pública son tan notorias, que sería excusado detenernos en indicarlas” [...] “por fortuna tenemos libros bastantes para dar principio a una obra, que crecerá en proporción del sucesivo engrandecimiento de este pueblo. La Junta ha resuelto fomentar este establecimiento”.
En el texto publicado se fundamentaba la iniciativa, y además “... nombrando desde ahora por Bibliotecarios a el Dr. D. Saturnino Segurola y al Rvdo. P. Fray Cayetano Rodriguez..” y “... nombra por protector de dicha Biblioteca al Secretario de Gobierno Dr. Mariano Moreno...”, quedando nombrados el doctor Saturnino Segurola y Fray Cayetano Rodríguez, como los primeros bibliotecarios oficiales.
La  primera sede de la Biblioteca Pública, antecedente de la Biblioteca Nacional, se ubicó en las actuales calles Moreno y Perú de la ciudad de Buenos Aires.
En 1954 se dicta el decreto que fija el 13 de septiembre como "Día del Bibliotecario" en homenaje a la labor de los bibliotecarios en favor de la comunidad.

### México

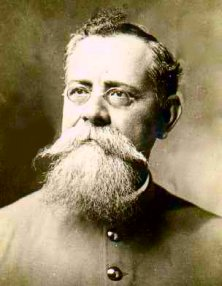
Venustiano Carranza

El 24 de junio de 1916 se abrió la primera escuela para bibliotecarios, la Escuela Nacional de Bibliotecarios y Archiveros por la iniciativa de Venustiano Carranza, pero fue hasta 29 años más tarde, el 20 de abril de 1945 cuando la escuela inició sus clases con la aprobación del presidente, en ese entonces, Manuel Ávila Camacho.
Así fue como en 1945, la Escuela Nacional de Bibliotecarios y Archivistas empezó brindando los niveles de Profesional, Subprofesional y Técnico en Biblioteconomía y en Archivonomía, teniendo como principal objetivo tener al personal capacitado para brindar sus servicios en el Departamento de Bibliotecas de la SEP y en los archivos del sector público. Después en 1952 se empezaron a hacer cambios en los que se establecen los niveles de Maestro y Técnico en ambas profesiones, el primero de ellos con duración de tres años, y el segundo con duración de dos, en donde los estudios de Maestro tenían la equivalencia a la de una Licenciatura. Poco tiempo después en 1960 y 1964 se actualizaron los planes de estudio, pero siguieron con los mismos niveles de Maestro y Técnico. Fue hasta 1974 donde estos desaparecieron y se creó entonces la Licenciatura y el Bachillerato Técnico con duración de cuatro y tres años, respectivamente. Y así fueron avanzando y evolucionando los planes de estudio principalmente en 1992 y 1998 respecto a la licenciatura; en 1993 quitaron el Bachillerato Técnico y en 1997 se creó la Modalidad a Distancia, la cual creó una gran cobertura educativa de las licenciaturas en Archivonomía y en Biblioteconomía pues tuvo un alcance en todo México. Posteriormente en el 2000, como parte de una nueva reforma curricular, se empezó a ofrecer el nivel de Profesional Asociado que junto con los estudios de Licenciatura, conforman los cuatro programas educativos que actualmente imparte la Escuela: Licenciatura en Archivonomía, Licenciatura en Biblioteconomía, Profesional Asociado en Archivonomía y Profesional Asociado en Biblioteconomía. Estos cuatro programas educativos se ofrecen en dos modalidades de estudio: Escolarizada y a Distancia. En julio de 2002 el consejo académico del área de las humanidades y de las artes aprobó el plan de estudios para la licenciatura en bibliotecología y estudios de la información en la Facultad de Filosofía y Letras de la UNAM (UNAM, 2009).

## Formación en bibliotecología
Argentina
En Argentina las Universidades e Institutos Superiores que dictan la carrera de Bibliotecología son:
- Universidad de Buenos Aires: Licenciatura en Bibliotecología y Ciencia de la Información Archivado el 19 de junio de 2018 en Wayback Machine.
- Universidad Nacional de Córdoba: Licenciatura en Bibliotecología y Documentación
- Universidad Nacional de La Plata: Licenciatura en Bibliotecología y Ciencia de la Información Archivado el 14 de junio de 2018 en Wayback Machine. y Profesorado en Bibliotecología y Ciencia de la Información Archivado el 12 de junio de 2018 en Wayback Machine.
- Universidad Nacional de Mar del Plata:Bibliotecologia, Bibliotecario escolar, Licenciatura en Bibliotecología y Documentación, Profesorado en Bibliotecología y Documentación.
- Universidad Nacional de Misiones: Bibliotecología, Licenciatura en Bibliotecología
- Universidad Nacional del Nordeste: Licenciatura en Ciencia de la Información

Colombia
En Colombia las universidades que dictan la carrera de Bibliotecología:
- Universidad de Antioquia: Ciencias de la información y Bibliotecología
- Universidad de la Salle: Sistemas de Información, Bibliotecología y Archivística
- Pontificia Universidad Javeriana: Ciencia de la Información, Bibliotecología y Archivística Archivado el 19 de marzo de 2021 en Wayback Machine.

México
En México, existen varias escuelas dedicadas a la formación en bibliotecología; la primera que surgió fue la Escuela Nacional de Biblioteconomía y Archivonomía, en 1945. La ENBA, como se le conoce, está cumpliendo 67 años de dedicarse a formar profesionistas en la especialidad.
- Universidad  Nacional Autónoma de México, a través del Colegio de Bibliotecología de la Facultad de Filosofía y Letras. Otorga el título de Licenciatura en Bibliotecología y Estudios de la Información.
- Universidad Autónoma del Estado de México: Licenciatura en Ciencias de la Información Documental
- Universidad Autónoma de Chihuahua: Licenciatura en Ciencias de la Información
- Universidad Autónoma de Chiapas: Licenciatura en Bibliotecología
- Universidad de Guadalajara / Sistema de Universidad Virtual: Licenciatura en Bibliotecología
- Universidad Autónoma de Nuevo León: Licenciatura en Bibliotecología
- Universidad Autónoma de San Luis Potosí: Licenciado en Gestión de la Información
- Universidad de Oriente, en Valladolid, Yucatán: Licenciado en Bibliotecología y Gestión de la Información

Perú
En Perú se puede estudiar  Bibliotecología o Ciencias de la Información  en la Universidad Nacional Mayor de San Marcos y en la Universidad Católica del Perú . La carrera dura, en total, cinco años al término de los cuales se obtiene el grado académico de Bachiller. Posteriormente, se debe  sustentar de una tesis o informe profesional para obtener el título de Licenciado en Bibliotecología y Ciencias de la Información. Para ejercer la profesión  los interesados deben inscribirse en el colegio profesional que corresponde.
Uruguay
En Uruguay, la formación está a cargo de la UDELAR. El título otorgado es el de licenciado en bibliotecología. En cualquier caso, durante su formación, los bibliotecarios aprenden a analizar las necesidades de información que puedan tener los usuarios de este tipo de centros, además de usar una gran variedad de recursos informativos para satisfacer estas necesidades.
Venezuela
En Venezuela las universidades que dictan la carrera de Bibliotecología:
- Universidad Central de Venezuela: Licenciado en Bibliotecología y Archivología
- Universidad Yacambú: Licenciatura en Información y Documentación

### A nivel maestría
- Universidad  Nacional Autónoma de México
- El Colegio de México
- Instituto Tecnológico y de Estudios Superiores de Monterrey
- Universidad de Oriente, en la ciudad de Valladolid, Yucatán.
- Universidad de Buenos Aires

### A nivel doctorado
- Universidad Nacional Autónoma de México[13]

## Día Nacional del Bibliotecario
Argentina
En Argentina, el Día del Bibliotecario se celebra el 13 de septiembre. Este día se corresponde con la edición de la Gazeta de Buenos Aires del 13 de septiembre de 1810, en la que apareció un artículo titulado Educación, escrito por Mariano Moreno, en el que informaba sobre la creación de la Biblioteca Pública de Buenos Aires, hoy Biblioteca Nacional.
Colombia
El 23 de abril se celebra en Colombia el Día del Bibliotecario, fecha que fue aprobada por la Asociación Colombiana de Bibliotecarios en 1958.
México
En México, el Día Nacional del Bibliotecario se celebra el 20 de julio.
Panamá
En 1973, la Asociación Panameña de Bibliotecarios  escoge el 23 de abril como "Día del Bibliotecario Panameño".
Perú
El 5 de agosto de 1958, en Asamblea General de la Asociación Peruana de Bibliotecarios, se acordó establecer el 14 de noviembre de cada año como el "Día del Bibliotecario Peruano".
Uruguay
El 3 de septiembre se celebra en Uruguay el Día del Bibliotecólogo. Este día fue seleccionado ya que fue el día en que se realizó el primer Congreso Uruguayo de Bibliotecología e Información en 2003.
Venezuela
El viernes 23 de julio de 1982 apareció publicado en la Gaceta Oficial de la República de Venezuela N.º 32.522, el Decreto Presidencial N.º 1.564, mediante el cual se declara el día 27 de julio de cada año “Día Nacional del Bibliotecólogo y del Archivólogo”.

## Asociaciones
- Federación Internacional de Asociaciones de Bibliotecarios y Bibliotecas (IFLA). Existen asociaciones de bibliotecarios en cada país.
- Asociación de Bibliotecas Especiales (Special Libraries Association, SLA).
- Asociación Panameña de Bibliotecarios (ASOPB).
- La Sociedad Española de Documentalistas (SEDIC)[19] en España es una asociación de documentalistas o bibliotecarios científicos y en Internet puede encontrarse su 'página'.
- Asociación Española de Documentación Musical (AEDOM).[20]
- Asociación Nacional de Archiveros, Bibliotecarios, Museólogos y Documentalistas (ANABAD).[21]
- Asociación Mexicana de Bibliotecarios A.C. (AMBAC).[22]
- Colegio Colombiano de Bibliotecología ASCOLBI (ASCOLBI).[23]
- Asociación Cubana de Bibliotecarios (ASCUBI).[24]
- Sociedad Cubana de Ciencias de la Información (SOCICT).[25]
- Colegio Nacional de Bibliotecarios A. C.[26]
- Asociación de Bibliotecarios Graduados de la República Argentina (ABGRA).[27]

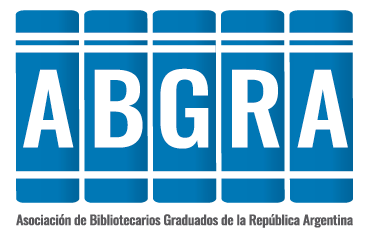
Logo de la Asociación de Bibliotecarios Graduados de la República Argentina

- Colegio de Bibliotecarios de Chile (CBC).[28]